# 斯圖普諾
50°20′17″N 26°0′42″E / 50.33806°N 26.01167°E
斯圖普諾（烏克蘭語：Ступно）是位於烏克蘭西北部里夫內州裏里夫內區的村莊，始建於1428年，面積24.9平方公里，海拔高度260米，2001年人口930，人口密度每平方公里37.4人。